# Vierhavensgebied
Het Vierhavensgebied is een gebied in Nieuw-Mathenesse in Rotterdam-West. Het gebied dankt zijn naam aan de vier havens die in dit gedeelte van Rotterdam zijn gelegen. Drie van deze vier buitendijks gelegen havens: de stukgoedhavens IJselhaven (1912 - 1915) en Lekhaven (1912 - 1916), en de industriehaven Keilehaven (1912 - 1914), grenzen met de dwarswal aan de Vierhavensstraat. De Koushaven (1911 - 1914) was een klein detailhandelshaventje dat niet zo diep de oever instak.
Het gebied wordt begrensd door de Keileweg aan de westelijke kant en de Speedwellstraat en de wijk Schiemond aan de oostzijde. Tussen de Keilehaven en de Lekhaven bevindt zich de Keilestraat, tussen de Lekhaven en de IJselhaven de Lekstraat, en tussen de IJselhaven en de Koushaven de IJselstraat.
Op het voormalige rangeeremplacement tussen de Vierhavensstraat en de Hudsonstraat zijn in 2010 nieuwe bedrijfsruimten met daarbovenop een groen verblijfsgebied gerealiseerd. Van de oude bebouwing is niets blijven staan.
Samen met de Merwehaven wordt dit gebied tegenwoordig aangeduid als het Merwe- en Vierhavensgebied, oftewel M4H. Door de terugloop van de havenactiviteiten in dit gebied ontstaat ruimte voor de vestiging van nieuwe bedrijven in combinatie met woningbouw, horeca en andere stedelijke functies. De gemeente Rotterdam en het Havenbedrijf Rotterdam streven hier naar een concentratie van creatieve, innovatieve maakbedrijven. Samen met het aan de overzijde van de Maas gelegen RDM-gebied spreekt men ook wel van 'Het Makers District'.